# 马素

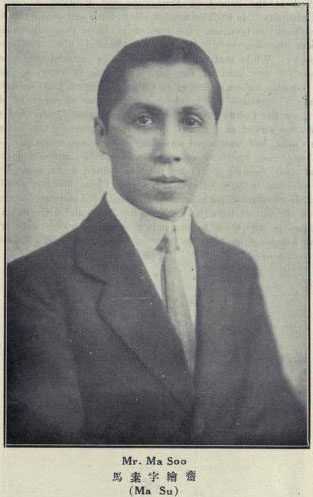
《中國名人錄（第三版）》中的马素照片

马素（1883年—1930年），男，字绘斋，广东广州人，出生于上海，中国民主革命家、外交官。

## 生平
马素毕业于香港圣约瑟书院，曾任教于上海南洋公学，1911年起成为孙中山在上海的私人秘书。
辛亥革命期间，马素参与攻占江南制造局。1912年，马素任《民国西报》法文总编。1914年，马素赴英国伦敦政治经济学院就读，1915年转赴美国纽约读书，并担任国民党驻美国、加拿大、墨西哥代表。1920年，马素担任广州军政府驻华盛顿外交代表。1924年，马素回中国。回国后，马素成為国民党右派要人，反对中国共产党党员加入中国国民党。由於與當時的聯俄容共政策違背，在民國十四年（1925）3月26日遭中國國民黨開除黨籍，馬素受此打擊脫離廣東政府，受張作霖延攬成為其外交顧問。
1930年逝世，終年47歲。